# 크리슈나강

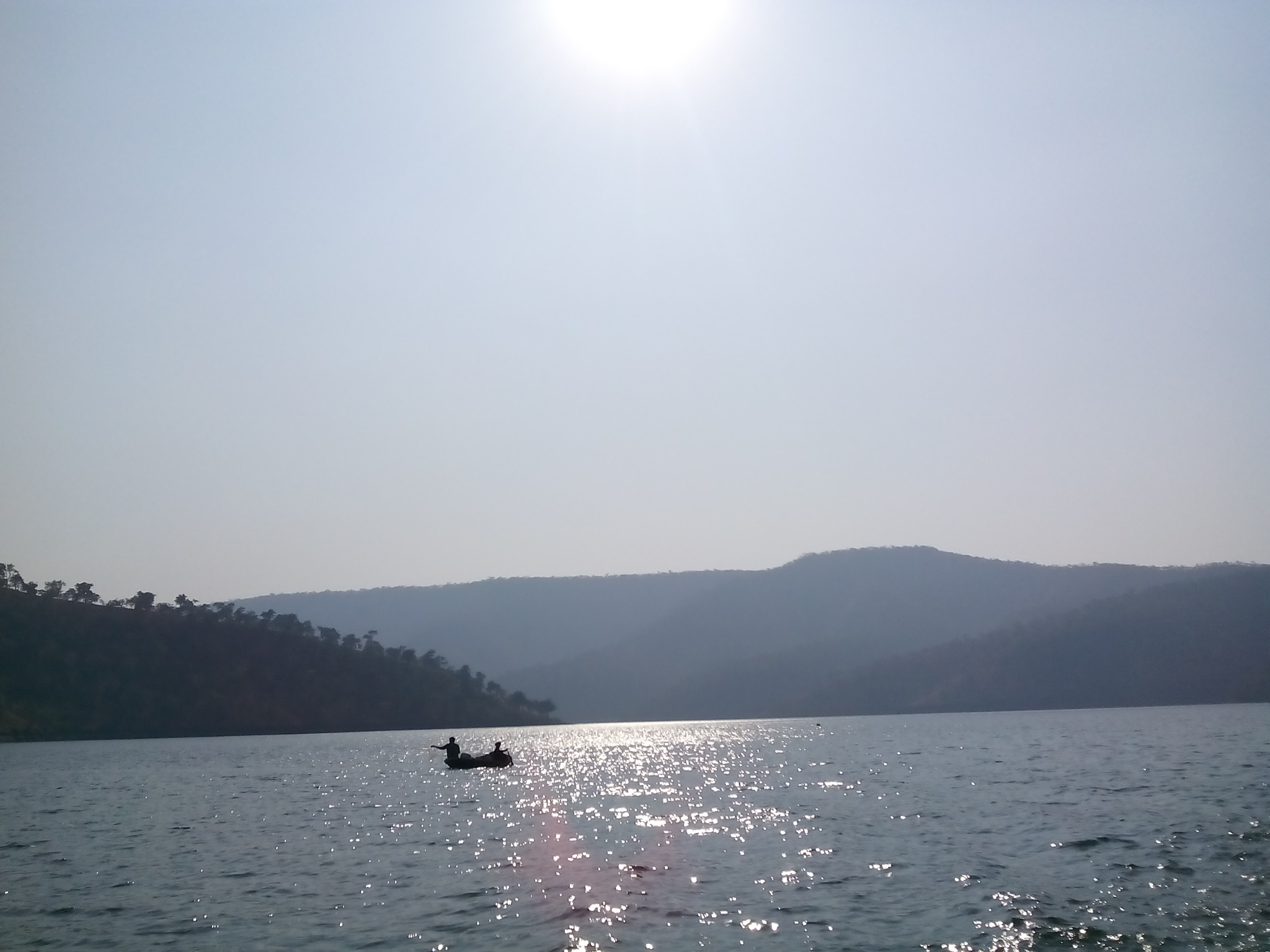

크리슈나강(영어: Krishna River)은 인도 중남부의 강이다. 길이 1,400 km로 갠지스강과 고다바리강에 이어 인도에서 세 번째로 긴 강이다.

## 같이 보기
- 고다바리강